# Henri d’Aramitz

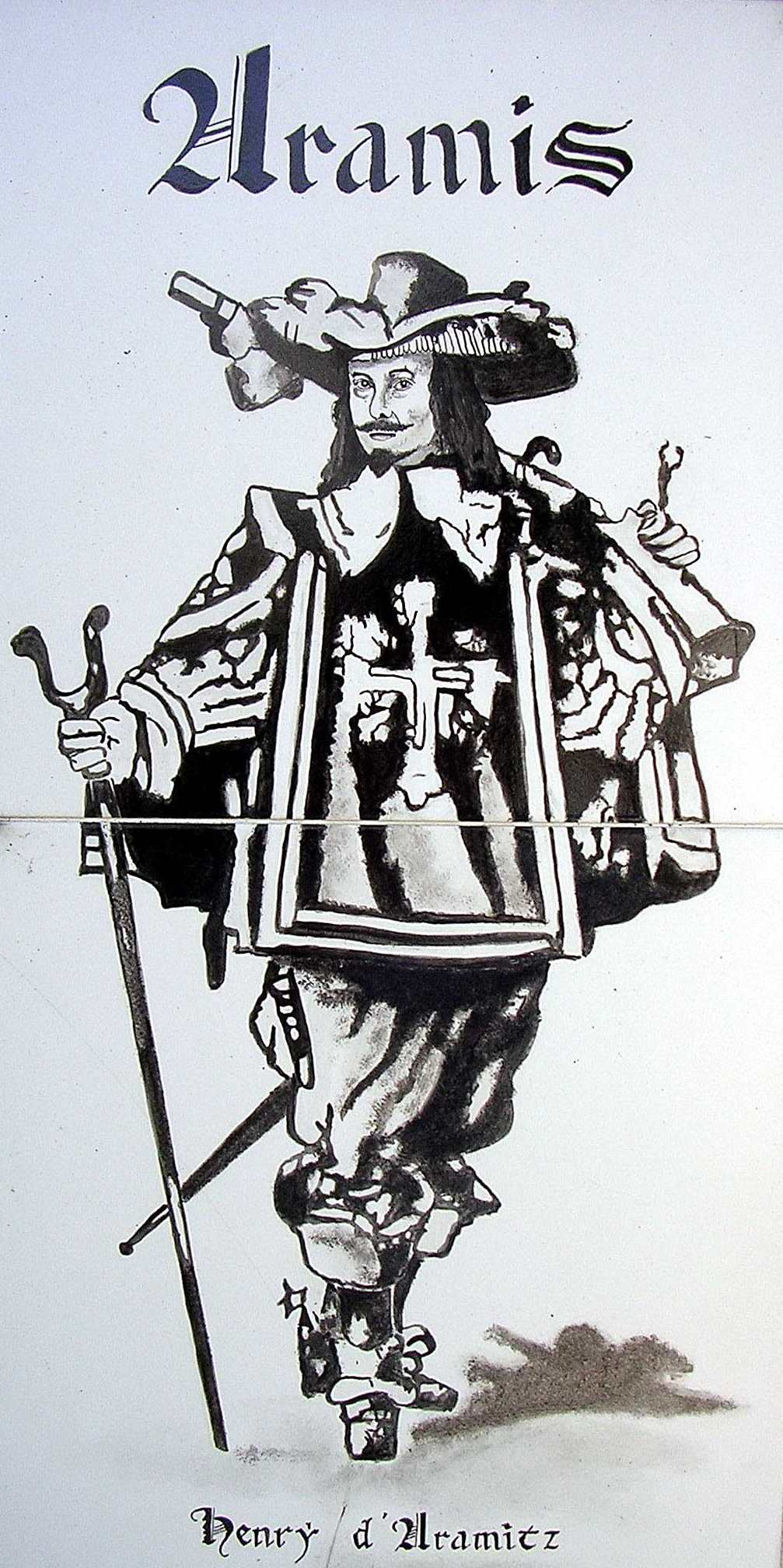
Porträt an der Pforte der ehemaligen Laien-Abtei im Dorf Aramits

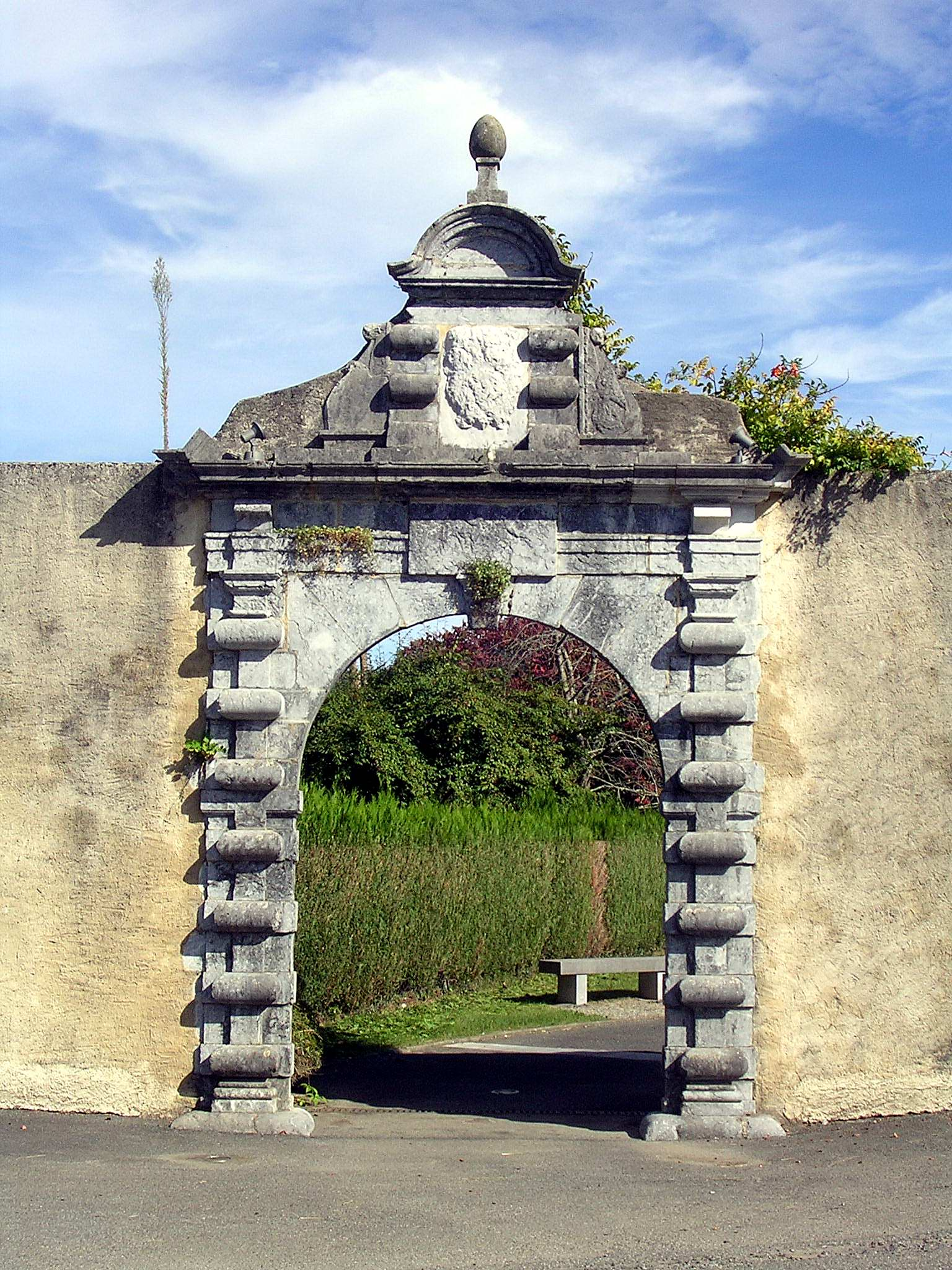
Pforte und letzter Überrest der ehemaligen Laien-Abtei im Dorf Aramits

Henri d’Aramitz (auch d’Aramits), genannt Aramis (* 1620; † unbekannt), war Laienabt und Musketier in der Compagnie du Roi (Kompanie des Königs – 1. Kompanie) der Mousquetaires de la garde von König Louis XIII.
Er inspirierte Gatien de Courtilz de Sandras und danach auch Alexandre Dumas zu seiner fiktiven Figur des „Aramis“ in seinem Roman „Die drei Musketiere“.

## Leben
Wie Porthos entstammte Aramis einer angesehenen Familie aus dem Béarn. Im Gegensatz zu den anderen Musketieren aus dem Béarn gehörte seine Familie zum Schwertadel.

## Familie
Sein Großvater war der hugenottische Capitaine Pierre d’Aramitz, der im Béarn und in der Region Soule während der Zeit der Jeanne d’Albret eine aktive Rolle in den Religionskriegen spielte. Er heiratete Louise de Sauguis, die Tochter eines Laienabts aus dem Soule, mit der er drei Kinder hatte. Seine jüngste Tochter heiratete 1597 Jean du Peyrer und war die Mutter von Jean-Armand du Peyrer, Comte de Tréville, geboren 1598 in Oloron (heute im Département Pyrénées-Atlantiques), später Capitaine lieutenant des mousquetaires. Charles, der jüngere Sohn von Pierre d’Aramitz, diente als erster in der 1. Kompanie der Musketiere und verschaffte seinem Neffen Jean-Armand du Peyrer nach 1634 eine Stelle bei den königlichen Musketieren.
Charles d’Aramitz war mit Marie de Rague, der Tochter des Seigneur d’Espalungue, (bei Laruns) verheiratet, ihr Sohn war Henri d’Aramitz und der Cousin von Jean-Armand du Peyrer.
Im Mai 1640 wurde Henri d’Aramis der zweite Musketier seiner Familie, er diente in der gleichen Kompanie wie sein Vater. Charles d’Aramitz hatte den Rang eines Maréchal des logis und Fourier inne. Die militärischen Archive sagen nichts weiter über ihre Karriere aus, auch nichts darüber, wohin sie sich 1646 nach der Auflösung ihrer Kompanie gewendet haben.
Im Jahre 1650 heiratete Henri d’Aramitz, obwohl eventuell noch protestantischen Glaubens, Jeanne de Béarn-Bonasse aus einer der prominentesten katholischen Familien des Béarn. Sie hatten vier Kinder, zwei Söhne, Armand und Clément, und zwei Töchter. Danach verliert sich seine Spur, über die Umstände oder den Zeitpunkt seines Todes ist nichts bekannt.